# Асейтуно, Марко
Марко Тулио Асейтуно Мехия (исп. Marco Tulio Aceituno Mejia; род. 28 декабря 2003, Кофрадия) — гондурасский футболист, вингер клуба «Реал Эспанья».

## Клубная карьера
Асейтуно — воспитанник клуба «Реал Эспанья». 30 октября 2021 года в матче против «Мотагуа» он дебютировал в чемпионате Гондураса. 20 марта 2022 года в поединке против «Платенсе» Марко забил свой первый гол за «Реал Эспанья».

## Международная карьера
В 2022 году Асейтуно в составе молодёжной сборной Гондураса принял участие в домашнем молодёжном Кубке КОНКАКАФ. На турнире он сыграл в матчах против команд Антигуа и Барбуда, Ямайки, Коста-Рики, Кюрасао, Панамы и США. В поединках против антигуанцев, ямайцев, кюранцев и панамцев Марко забил шесть мячей.